# لامین دیاتا
لامین دیاتا (انگلیسی: Lamine Diatta؛ زادهٔ ۲ ژوئیهٔ ۱۹۷۵) یک بازیکن فوتبال اهل سنگال است.
وی همچنین در تیم ملی فوتبال سنگال بازی کرده‌است.